# Дело «Лулуев и другие против России»
Дело «Лулуев и другие против России» — судебный процесс, инициированный жалобой Турко Сайд-Альвиевича Лулуева и его родных (имена некоторых из них обозначены в материалах дела инициалами по их просьбе) против Российской Федерации, поданной ими в Европейский суд по правам человека (ЕСПЧ). Согласно жалобе, их родственница Нура Сайд-Альвиевна Лулуева была похищена и убита российскими солдатами 3 июня 2000 года.

## Убийство
Нура Лулуева родилась в 1960 году. Она с мужем и четырьмя детьми жила в Гудермесе, работала воспитателем в детском саду и медсестрой, торговала на рынке фруктами. Муж работал в правоохранительных структурах, затем судьёй, с 2002 года — председателем районного суда.
Утром 3 июня 2000 года Лулуева с двоюродными сёстрами Раисой и Мархой Гакаевыми пошла на рынок в Грозном. Между 700 и 900 на рынок приехали грузовик «Урал», БТР и внедорожник УАЗ. Люди в камуфляжной форме и масках захватили несколько человек (в основном женщин), одели мешки на головы и погрузили в БТР. Лулуева и её сёстры оказались среди задержанных. Оказавшийся на месте заместитель главы местной администрации задал несколько вопросов военным. Ему только ответили, что военнослужащие проводят законную операцию. Военные не представились и не имели никаких идентифицирующих знаков. К месту задержания подъехала милиция и попыталась вмешаться. Солдаты стали стрелять в воздух и уехали.
Родные вели активные поиски Лулуевой и сестёр Гакаевых. Они обращались в правоохранительные, государственные, военные структуры, спецслужбы, средства массовой информации. Официальные органы ничего не смогли пояснить ни о местонахождении пропавших, ни о причинах их задержания. Наконец, в феврале 2001 года были обнаружены их тела.

## Расследование российских властей
23 июня 2000 года было заведено уголовное дело по факту похищения человека. Через два месяца расследование приостановили, о чём не известили родных. 25 июня начальник Ленинского ВОВД сообщил, что пропавшие не числятся в списках лиц, задержанных в ВОВД. Военный комендант Ленинского района Грозного сообщил, что пропавших не задерживала районная комендатура. 30 июня родным сообщили, что Лулуева и её сёстры не задерживались правоохранителями, включая подразделения Министерства обороны и ФСБ.
24 февраля 2001 года было обнаружено массовое захоронение (по разным данным от 47 до 51 тела) на окраине Грозного примерно в километре от базы российских войск в Ханкале. 2 марта была произведена судебно-медицинская экспертиза погибших. 4 марта родные Лулуевой и её сестёр опознали их тела. Тела сильно разложились и пропавшие были опознаны по одежде и серьгам. 5 марта погибшие были похоронены в селе Нойбер.
Обнаруженное захоронение стало предметом специальных докладов правозащитных организаций, таких как правозащитный центр «Мемориал» и «Human Rights Watch». 16 или 17 тел из числа обнаруженных принадлежали лицам, которые были задержаны федеральными силами. Остальные примерно 30 тел были захоронены 10 марта без установления личности, что не позволило провести экспертизу и установить личности погибших.
31 марта прокуратура Чечни сообщила заявителям, что расследование по факту преступления будет производиться ею. 12 апреля 2001 года было выдано медицинское свидетельство о смерти Лулуевой. Дата смерти была указана 3 июня 2000 года, место смерти — Ханкала. Причиной смерти было указано пулевое ранение в голову, а обстоятельством — «период столкновений». Экспертиза установила, что Лулуева погибла в результате многочисленных переломов черепа, причинённых сильными ударами тупым твёрдым предметом. Смерть произошла в период от 3 до 10 месяцев до того, как тело было обнаружено.
21 августа 2001 года прокурор Чечни Владимир Чернов рассказал в интервью об успехах в расследовании преступлений, совершённых военными. Им было сказано, что нет оснований утверждать, что российские военнослужащие ответственны за эти убийства, поэтому главная версия следствия — убийство совершено боевиками-сепаратистами.
В марте 2003 года Турко Лулуев подал жалобу в прокуратуру Чечни. Им было указано, что расследование не может быть эффективным, если власти настаивают на невиновности российских военнослужащих, так как задержавшие Лулуеву были солдатами федеральных сил. Кроме того, тела были обнаружены вблизи Ханкалы, на территории, которая жёстко контролируется федералами. Также он сообщил, что родные не имеют информации о ходе расследования.
Только в 2004—2005 годах дело приостанавливалось пять раз. Российской стороной не были установлены виновные в преступлении лица или подразделения, никому не были предъявлены обвинения. БТР, на котором увезли арестованных, имел номер 110. В день похищения подразделения МВД Софрино проводили спецоперацию в этом районе. Однако в подразделении отрицали наличие БТР с таким номером.

## Расследование Европейского суда
ЕСПЧ признал жалобу приемлемой и запросил у российской стороны материалы уголовного дела. Европейскому суду были предоставлены 17 документов дела из 368. Отказ в предоставлении остальных документов мотивировался соображения конфиденциальности.
В декабре 2000 года был допрошен муж Лулуевой Сайдали. Он показал, что 3 июня 2000 года в полдень, к нему родственница, которая пошла на рынок с его женой. Она увидела, как Лулуеву заталкивают в БТР солдаты в масках. Окружающие попытались вмешаться, но солдаты закричали, что проводят спецоперацию и стали стрелять над головами людей. Подоспевшие сотрудники местного МВД также были обстреляны. В ответ на вопрос милиционера один из военных показал своё удостоверение. На место прибыли также сотрудники службы МЧС России, но подойти им не позволили. Человек в гражданской форме показал своё удостоверение, обменялся несколькими словами с одним из военных и отошёл. Родственница сразу же поехала в Гудермес, чтобы сообщить мужу похищенной о происшествии.
Сайдали Лулуев немедленно выехал в Грозный, лично обошёл все районные отделы милиции, комендатуру и управление ФСБ, но не получил никакой информации о произошедшем. С некоторыми прикомандированными сотрудниками Ленинского ВОВД Лулуев был знаком лично, так как некоторое время работал с ними. В июле 2000 года его проинформировали о том, что БТР, увёзший его жену, имел номер 110. Сотрудники ВОВД заверили его, что делают всё возможное по этому делу.

## Решение Европейского суда
Заявители считают, что имеется масса оснований утверждать, что Лулуева была убита представителями государства. Свидетели показывают, что она была задержана федеральными военнослужащими. Её тело было найдено на охраняемой территории вблизи российской военной базы Ханкала. Властями не были представлены ни убедительные объяснения этим фактам, ни альтернативные версии событий.
Российская сторона утверждала, что нет оснований для подобных выводов, поскольку следствие ещё не завершено. Лулуева была задержана лицами, чья принадлежность не установлена и имеющиеся материалы не дают оснований утверждать, что они были сотрудниками российских силовых или правоохранительных структур.
Суд отметил, что хотя представители официальных властей оспаривают участие военнослужащих в похищении Лулуевой, они не оспаривают ни одного факта, лежащего в основании версии заявителей. Лулуева была похищена людьми в форме и масках. Далее, Лулуева была вывезена с места происшествия на БТР, что также указывает на участие военных. Задержание Лулуевой произошло в тот момент, когда на месте происшествия происходила спецоперация. Эта операция проводилась подразделением МВД Софрино. Участие этого подразделения не было доказано или опровергнуто, но факт проведения операции этим подразделением в этом месте и это время никем не оспаривается. Также нет никаких оснований утверждать, что в задержании участвовал кто-либо кроме военных. По этим основаниям суд признал, что задержание Лулуевой было произведено федеральными силами.
Осталось неясным, была ли Лулуева убита сразу или спустя какое-либо время. Но тот факт тело было найдено вместе с телами других задержанных в тот же день, даёт веские основания полагать, что её смерть произошла в силу тех же обстоятельств, что и задержание. Таким образом, суд посчитал установленным, что смерть Лулуевой также произошла по вине представителей федеральных сил. Таким образом, была нарушена ст. 2 Европейской конвенции по правам человека (право на жизнь).
Согласно утверждениям заявителей, следствие не было эффективным или адекватным. Уголовное дело было заведено с задержкой, дело многократно и без видимых причин приостанавливалось, за шесть лет не было достигнуто никаких результатов. Только в декабре 2000 года муж Лулуевой был допрошен и признан потерпевшим. Властями не были проверены все версии, в том числе самая очевидная — о причастности к преступлению российских военнослужащих. Потерпевшим не был признан никто, кроме мужа Лулуевой. Заявители не информировались о ходе следствия и принятых мерах.
Представители властей ссылались на трудности расследования, связанные с обстановкой в Чечне. По их утверждениям, принимались все возможные в такой ситуации меры. Властями было признано, что дело неоднократно приостанавливалось, однако они настаивали, что следствие ведётся и необходимые меры принимаются. Следствие в период 2000—2001 годов велось в соответствии с действующим тогда законодательством, не позволявшим потерпевшим знакомиться с материалами дела до его завершения.
Суд отметил, что о происшествии стало известно незамедлительно, так как арест производился публично, на месте присутствовали представители администрации и милиции. Свидетели не могли вмешаться, поскольку считали, что присутствуют при законном задержании, проводимом компетентными правоохранителями. Следовательно, после обращения мужа Лулуевой в соответствующие органы можно было ожидать, что в течение максимум нескольких дней последует реакция властей. Но первые запросы в комендатура, ФСБ и прокуратуру были поданы только 20 июня — спустя две недели после ареста. Такая длительная отсрочка не имеет разумных объяснений.
В деле имеются задержки при проведении самых необходимых мероприятий. Свидетели показали, что задержанных увезли на БТР. Однако эта информация была проверена следствием лишь в 2005 году. Обстоятельства обнаружения тела Лулуевой доказывали, что её гибель была лишь одной из серии убийств, однако кроме опознания и судмедэкспертизы никаких мер властями и после этого предпринято не было. Следствие приостанавливалось восемь раз. Недостатки следствия, на которые указывали прокуроры, не устранялись или устранялись с большими задержками. Муж Лулуевой до декабря 2000 года не признавался потерпевшим. Таким образом, следствие не может считаться эффективным и адекватным. Суд признал, что имеет место нарушение ст. 13 Конвенции (право на эффективную правовую защиту).
Стороны не подвергают сомнению, что смерть Лулуевой была насильственной. Но суд не нашёл оснований утверждать, что она перед смертью подвергалась пыткам или иному бесчеловечному обращению. Поэтому суд не счёл доказанным факт нарушения ст. 3 в отношении погибшей (бесчеловечное обращение). Но из-за её исчезновения и отсутствия информации её родные пережили нравственный страдания. Неэффективность расследования следует признать бесчеловечным обращением, поэтому ст. 3 была нарушена в отношении заявителей.
Заявители утверждали, что задержание Лулуевой было незаконным, произвольным и лишённым гарантий, обеспечиваемых национальным и международным законодательством. Официальные представители оспаривали это утверждение на том основании, что участие военнослужащих или государственных работников не доказано. Поскольку Европейский суд счёл установленным факт участия в задержании федеральных военнослужащих, он усмотрел, что в данном случае была нарушена ст. 5 Европейской конвенции (право на свободу и личную неприкосновенность).
Европейский суд постановил, что Российская федерация обязана выплатить:
- 4850 евро компенсации материального ущерба первому заявителю;
- 12 тысяч евро компенсации морального ущерба каждому из заявителей № 1, 3, 4, 5;
- 10 тысяч евро компенсации морального ущерба шестому заявителю;
- 2 тысячи евро компенсации морального ущерба каждому из заявителей № 8, 9, 10;
- 10 748 евро компенсации расходов;
- любые налоги, которыми могут облагаться эти суммы.

## Критика
Муж Лулуевой заявил, что его не оказалось среди тех, кому Европейский суд постановил выплатить компенсацию морального и материального ущерба, хотя он и был в числе заявителей. Его уволили с работы за подачу жалобы в Европейский суд. Впоследствии он узнал, что не был включён в число пострадавших по делу своей жены. Он пожалел о подаче жалобы в Страсбург, так как лишился приличного, по местным представлениям, заработка.